# Amata monothyris
Amata monothyris är en fjärilsart som beskrevs av George Francis Hampson 1914. Amata monothyris ingår i släktet Amata och familjen björnspinnare. Inga underarter finns listade i Catalogue of Life.